# Kings of Crunk
Kings of Crunk es el cuarto álbum de estudio interpretado por Lil' Jon & the East Side Boyz..
El segundo sencillo musical del álbum, Get Low junto a Ying Yang Twins quedó en el puesto número 5 en la cartelera de composición musical a nivel mundial (Compilado desde carteleras musicales de Estados Unidos, Alemania, Francia, Reino Unido y Australia) en el año 2003 y también por descargas directas en Internet. Basado en el éxito de "Get Low", Kings of Crunk hizo el puesto 20 de las carteleras estadounidenses en septiembre del 2003. En ese mismo año, Lil Jon crea una CD y DVD de compilación Parte II el cual incluyen remixes o mezclas del tema Get Low junto a artistas como: Busta Rhymes, Elephant Man, Y Ying Yang Twins.
El álbum estuvo disponible en una versión editada, en donde fueron removidas o quitadas las secciones que incluían temas explícitas y contenido sobre drogas y alcohol, eliminando por ejemplo la canción Weedman con sus referencias persuasivas a la drogadicción.

## Lista de canciones
1. "Kings of Crunk" (Intro)
2. "Throw It Up" (featuring Pastor Troy)
3. "Knockin' Heads Off" (featuring Jadakiss & Styles P)
4. "Pimpin' Ken Speaks"
5. "Bitch" (featuring Chyna Whyte and Too Short)
6. "I Don't Give a Fuck" (featuring Mystikal & Krayzie Bone)
7. "Rep Your City" (featuring E-40, Petey Pablo, Bun B & Eightball)
8. "Push That Nigga, Push That Hoe"
9. "Keep Yo Chullin Out the Streets" (featuring Big Gipp)
10. "Diamonds" (featuring Bun B & MJG)
11. "Weedman (Skit)"
12. "The Weedman"
13. "Nothing On" (featuring Oobie, Chyna Whyte & Bo Hagon)
14. "Luke Talkin Shit"
15. "Ooh Na Na Naa Naa" (featuring Oobie & Devin the Dude)
16. "Nothins Free" (featuring Oobie)
17. "Play No Games" (featuring Fat Joe, Trick Daddy & Oobie)
18. "Pitbulls Cuban Rideout" (featuring Pitbull)
19. "Get Low" (featuring The Ying Yang Twins)
20. "T.I.P."
21. "BME Click" (featuring The BME Allstars)

## Premios en cartelera
| Cartelera                  | Posición |
| -------------------------- | -------- |
| Top Albums de R&B/Hip Hop  | # 2      |
| Billboard 200              | # 14     |
| Top Álbumes Independientes | # 1      |

## Trivia
- Para el tema musical "Throw It Up", Lil Jon trabajó con la herramienta leitmotif ("Lux Aeterna") en la película de "Requiem For A Dream" composición hecha por Clint Mansell.
- El tema "Nothins Free" es un remix. El tema original esta en el álbum, Put Yo Hood Up, y sampleado por el hit musical Let's Wait Awhile de Janet Jackson.
- El tema "Get Low" aparece en la banda sonora del videojuego de 2003 Need For Speed Underground de Electronic Arts.